# Eurypoda boninensis
Eurypoda boninensis là một loài bọ cánh cứng trong họ Cerambycidae.